# 卡拉曼塔
卡拉曼塔是哥倫比亞的城鎮，位於該國北部，由安蒂奧基亞省負責管轄，距離首府麥德林117公里，始建於1557年，面積86平方公里，海拔高度1,770米，2005年人口5,378。
5°35′N 75°35′W / 5.583°N 75.583°W